# Золотов, Александр Семёнович
Александр Семёнович Золотов — советский хозяйственный, государственный и политический деятель.

## Биография
Родился в 1931 году в селе Назайкино. Член КПСС.
С 1950 года — на хозяйственной, общественной и политической работе. В 1950—1990 гг. — комсомольский работник, работник правоохранительных органов в Ульяновской области, первый секретарь Ульяновского горкома ВЛКСМ, первый секретарь Ульяновского горкома КПСС, заместитель
председателя Ульяновского областного комитета народного контроля. 
Делегат XXV и XXVI съездов КПСС.
Умер в Ульяновске в 1996 году.